# Habana del Este

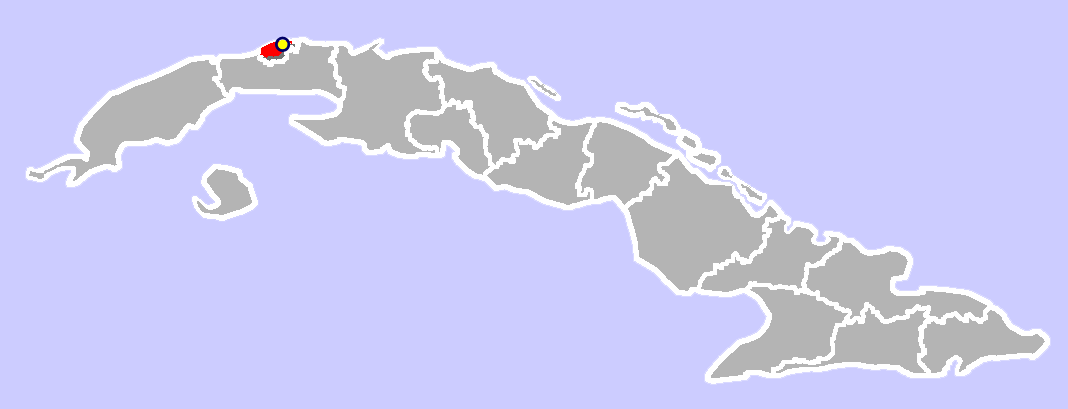
Localización del municipio.

La Habana del Este es un municipio de la provincia de La Habana, Cuba. Tiene una extensión territorial de 144,9 kilómetros cuadrados que representa aproximadamente el 20% de todo el espacio territorial de la provincia, siendo el municipio de mayor tamaño entre los 15 que la integran. 
La cabecera del municipio se encuentra de forma oficiosa en la comunidad de Alamar, sede del gobierno municipal. En él se localizan las famosas Playas del Este, que son visitadas por millones de turistas todos los años.

## Población
Su población asciende a unos 178 000 habitantes (2002), lo que significa un incremento considerable de personas respecto al censo de 1981 donde la población registrada fue de 105 048 habitantes, de los cuales 52 698 eran mujeres y 52 350 varones. Hoy se estima que continúa el predominio de la población femenina (51%).

## División administrativa interna
La Habana del Este se compone de ocho consejos populares:
- Camilo Cienfuegos: 6,2 km² con 15 000 habitantes
- Antonio Guiteras: 8,3 km² con 27 000 habitantes
- Cojímar: 4,2 km² con 18 000 habitantes
- Alamar Playa, Alamar Loma y Alamar Este: 15,2 km² con 90 000 habitantes
- Guanabo: 31,0 km² con 15 000 habitantes
- Campo Florido: 80,0 km² con 13 000 habitantes

## Geografía
La Habana del Este limita al norte con las aguas del Estrecho de La Florida; al sur y al oeste, con los municipios de Regla y Guanabacoa, de la propia Provincia La Habana, al sur también con San José de las Lajas, de la Provincia de La Habana; al este con los municipios de Jaruco y Santa Cruz del Norte, de la Provincia de La Habana y al oeste con el Canal de entrada de la Bahía, que lo separa del municipio de Centro Habana.

## Símbolos históricos
Torreón de Cojímar: construcción militar en cuyo alrededor creció el pueblo de Cojímar -el más antiguo asentamiento poblacional del territorio- a partir de la fundación del fortín el 15 de julio de 1649, la construcción original fue destruida por los invasores ingleses al tomarla en 1762; reconstruido después de finalizada la dominación británica, el actual no es un torreón sino más bien un Castillito abaluartado.
Castillo del Morro, situado al extremo oeste del municipio es el que anuncia el paso de la vieja ciudad colonial a las nuevas urbanizaciones de La Habana del Este.
El Monumento al Movimiento de Microbrigadas de Alamar, con el casco blanco que fue todo un símbolo en la década de 1970, representa la construcción de viviendas en el territorio.

## Historia municipal
La Habana del Este se constituye como municipio el 31 de octubre de 1976. Hasta ese momento y desde la conquista y la colonización española en el siglo XVI, este territorio estuvo vinculado fundamentalmente a Guanabacoa, a la que perteneció la mayor parte del mismo, aunque las zonas extremas al oeste y Este pertenecieran a los términos municipales de La Habana y Jaruco respectivamente durante mucho tiempo. El territorio que corresponde al actual municipio fue sujeto activo, de todos los procesos históricos acontecidos en la región occidental cubana, a saber: poblamiento aborigen, conquista y colonización española, encomiendas y esclavitud, ataques de corsarios y piratas y defensa costera, la toma de La Habana por los ingleses, desarrollo de la economía de plantación y la industria azucarera, sublevaciones abolicionistas, cimarrones y apalancados, conspiraciones y guerra de independencia, intervención norteamericana, lucha clandestina contra la dictadura, toma del poder por el gobierno revolucionario, medidas populares, alfabetización, reforma agraria, nacionalización, movimientos de Microbrigadas y Poder Popular.
Las investigaciones arqueológicas demuestran que este territorio fue poblado antes de la conquista por grupos agroalfareros y preagroalfareros, los sitios de habitantes más importantes son: Cojímar, Colina de Villa Real, Celimar, Itabo y Guanabo entre otros. Hay constancia de colonización propiamente dicha a partir de 1552 con el establecimiento sucesivo de puntos de vigilancia costera y mercedaciones de tierras para la cría de ganado menor y cultivos de frutos menores. La zona de Cojímar formó parte de Guanabacoa, declarada punto de concentración de indígenas errantes en 1554, un año más tarde el corsario francés Jacques de Sores al atacar la villa de La Habana, cruza por esta zona haciendo prisioneros y devastando las casas de Cojímar, en lo adelante sus costas hasta el siglo XIX recibirían a otros corsarios y piratas de varias nacionalidades.
Ya en la segunda mitad del siglo XVI viven y se mezclan en este territorio indios, negros y españoles con la presencia del régimen esclavista. La industria azucarera se inicia en el territorio en 1603 con el primer cachimbo en la zona de Cojímar y se desarrolla de forma ascendente hasta su punto de máximo esplendor en el siglo XIX cuando este territorio llegó a contar con unos 20 ingenios, ubicados en las zonas de Guanabo y Campo Florido. Las acciones bélicas más importantes de la toma de La Habana por los ingleses ocurrieron en La Habana del Este como los desembarco en las cercanías de Bacuranao y Cojímar con la destrucción de sus torreones, la toma de la loma de La Cabaña y del Castillo del Morro. La importante sublevación abolicionista de José Antonio Aponte el 15 de marzo de 1812 que tenía carácter nacional tuvo por centro la zona de Peñas Altas, lugar donde se alzó el propio Aponte y sus más cercanos colaboradores. La Guerra de Independencia de 1895 tuvo gran repercusión en el territorio en el cual ocurrieron hechos importantes como la toma en dos ocasiones del pueblo de Guanabo, el ataque a Campo Florido, la quema de cañaverales, ataques a trenes, desembarco por las costas de 3 expediciones mambisas y otras acciones. Este territorio fue parte del teatro de operaciones militares del Regimiento Habana de Caballería, de la División Norte Noreste, del 5.º. Cuerpo del Ejército Libertador. En este territorio combatieron el Mayor General José María Aguirre, el General de División Rafael de Cárdenas Benítez, y el Coronel Néstor Aranguren Martínez, caído este último en La Pita, en los alrededores de Campo Florido. Otro jefe mambí, el General de Brigada Alfredo Rego Alfonso, nació, vivió y murió en Campo Florido, aunque combatiera en la región central del país. También una de las primeras acciones bélicas de la denominada guerra Cubano-hispano-Norteamericana ocurrió en la zona Norte de La Cabaña. Tres de las localidades del territorio se fundaron durante la colonia: Cojímar (15 de julio de 1649) aunque realmente existía como sitio poblado desde el siglo anterior; Guanabo (26 de julio de 1803) y Campo Florido (27 de mayo de 1868).
Durante la pseudorepública el panorama fue similar al de otras regiones del país: Expansión de los latifundistas, desalojos campesinos, era más bien una zona de pescadores y comienza un desarrollo incipiente de la industria y por tanto de una toma de conciencia del proletariado. En las décadas del 20 y el 30 se urbanizan nuevas zonas en Cojímar y Guanabo, pero a partir de 1940 la burguesía inicia una gran ofensiva para urbanizar este territorio con repartos exclusivos para esa clase, ese proyecto toma cuerpo a partir de 1949 año en que se denomina como “La Habana del Este” a toda la zona desde El Morro hasta Guanabo, aparejado este desarrollo urbano a la construcción de la Vía Blanca, Túnel de la Bahía de La Habana y la Avenida Monumental. Como la capital no podía crecer más al oeste, se construye el túnel de la bahía para facilitar el crecimiento hacia las playas. Contrario a la propaganda izquierdista, los repartos de Habana del Este, Bahía y Guiteras no eran exclusivos. Los apartamentos y casas eran modestas y dirigidas a una creciente clase media. Tarara al igual que el área de playas (desde La Habana del Este hasta Tarará no hay litoral arenoso, la primera playa es el Mégano) si estaban dedicadas a la clase alta donde casas unifamiliares más caras estaban más próximas a las playas. Así surgen los repartos Santa María del Mar y Balcón de Santa María, Mégano, Tarará, Celimar, Colinas de Villa Real, Alamar -El Olimpo, Costa Azul de Alamar, Sección Residencial Alamar, Parque Residencial Bahía, Residencial Vía Túnel y otros. Con el golpe de Estado de Batista el 10 de marzo de 1952 se inicia la lucha en este territorio contra la dictadura formándose células del Movimiento 26 de Julio en Cojímar, Guanabo, Campo Florido y ejecutándose varias acciones de sabotaje, atentados y propaganda hasta el mismo 1 de enero de 1959. Cuenta este municipio con un mártir de esta etapa: Eduardo Fernández Tápanes y otros caídos o que son historia viva.
Al triunfo de la Revolución, el Gobierno Revolucionario aplica la Reforma Agraria en las zonas rurales del territorio, nacionaliza las industrias, comercios y el túnel, se desarrolla la campaña de alfabetización y comienza a convertir los planes de La Habana del Este burguesa (los burgueses no vivirían en edificios, ni en una zona de arrecifes) en el de La Habana del Este revolucionaria surgiendo así las Unidades Vecinales Nros. 1 y 2 de La Habana del Este (Ciudad Camilo Cienfuegos, 1959-1961) y desarrollándose los planes de Microbrigadas en Alamar, Guiteras, Peñas Altas (a partir de 1971) y después en Cojímar. Se toman por fechas de fundación de las más importantes localidades surgidas en este siglo, las siguientes: Antonio Guiteras (2 de marzo de 1951), Alamar (7 de marzo de 1956) y Camilo Cienfuegos (16 de noviembre de 1961). Tiene mucho vínculo La Habana del Este con el Ché, a manera de ejemplos: la toma de la fortaleza de la Cabaña por la columna n.º 8 “Ciro Redondo” que él dirigía y por tanto permanecen allí su comandancia y su casa; su otra casa (era del fundador del colegio Baldor) en Tarará; dejó su huella en los trabajos voluntarios para la construcción de La Habana del Este, hoy Ciudad Camilo Cienfuegos; el hecho de haber jugado béisbol por primera vez en un terreno de Santa María del Mar y de efectuar una partida de golf con Fidel en Colinas de Villa Real en 1959 durante un recorrido por la zona y otra casa donde pernoctó en Cojímar, son motivos suficientes. En los combates de Playa Girón murieron tres combatientes de Campo Florido: José Ramón Reyes Moro, Agustín Marrero Ferrer y Elio Llerena Ravelo a la vez que participaron varios hijos de este territorio. Una vez constituida la unidad político-administrativa actual (31 de octubre de 1976) comienza un proceso de identificación e integración de todas las localidades.
En este municipio se encuentra la Villa Panamericana y las principales instalaciones que fueron sede de los XI Juegos Panamericanos en 1991. El municipio juega un rol importantísimo en el futuro económico de la capital de la República al ser polo turístico de mayores potencialidades con las mejores playas de la provincia. Cuenta además con un fuerte desarrollo ganadero, con la primera zona especializada de logística y comercio del país y una industria en pleno ascenso entre otros renglones.

## Hermanamientos
- Casarrubuelos, España
- Santa Coloma de Gramanet, España
- Aldeacentenera, España
- Xochitepec (2001)[3][4]
- Yecapixtla (2003)[3][4]
- Zacapu, México (2003)[3][4]
- Sahuayo (2003)[3][4]
- Copalillo (2003)[3][4]
- Venustiano Carranza (2004)[3][4]